# Vangueriella discolor
Vangueriella discolor là một loài thực vật có hoa trong họ Thiến thảo. Loài này được (Benth.) Verdc. miêu tả khoa học đầu tiên năm 1987.